# Lakhimpur Kheri (Distrikt)
Der Distrikt Lakhimpur Kheri (Hindi लखीमपुर खीरी जिला, Urdu لکھیم پور کھیری ضلع) ist ein Distrikt im nordindischen Bundesstaat Uttar Pradesh, der an Nepal grenzt. Verwaltungssitz ist die Stadt Lakhimpur. Flächenmäßig ist er mit 7680 km² der größte Distrikt von Uttar Pradesh.

## Geographie

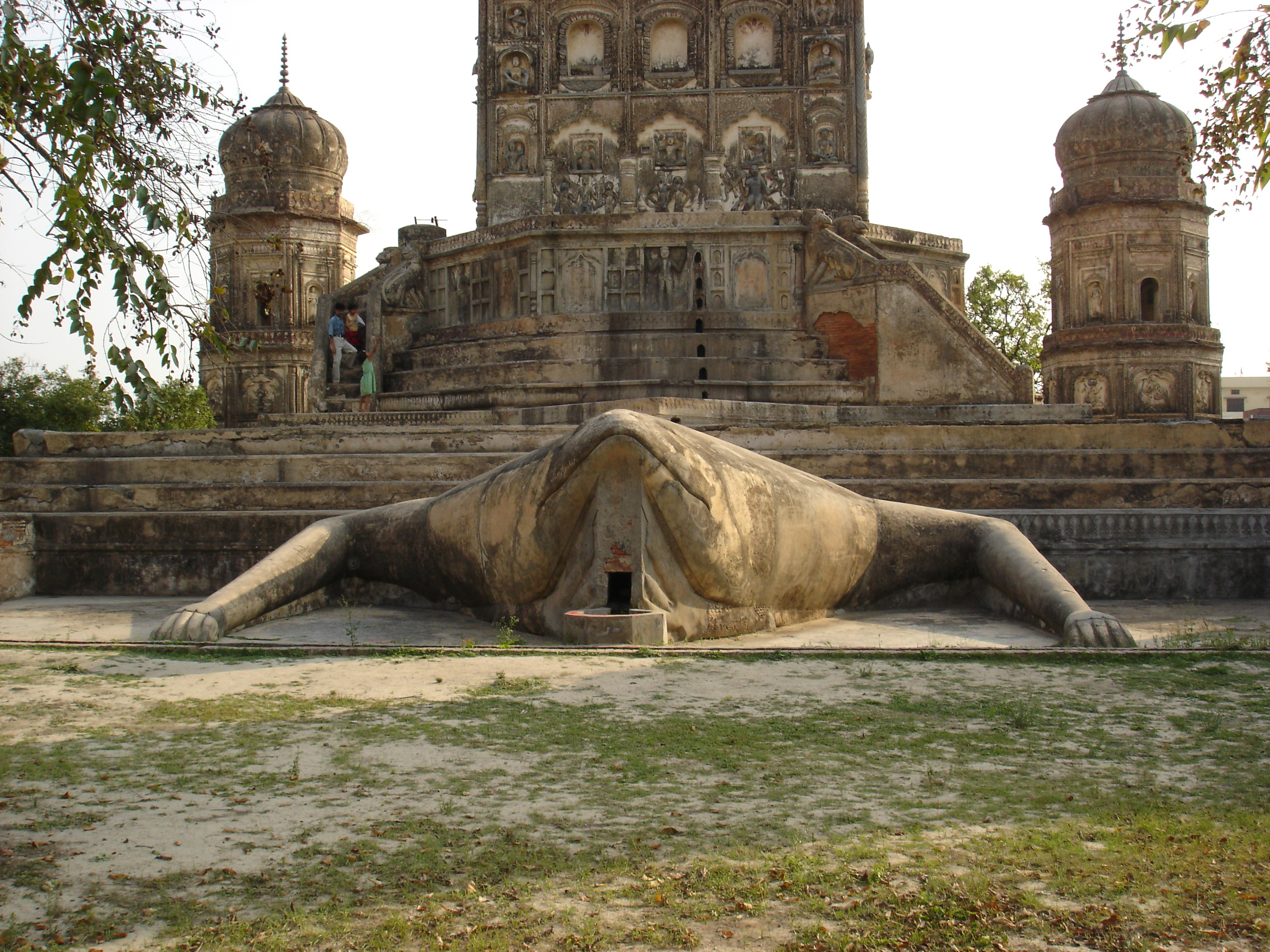
Froschtempel in Lakhimpur

Der Distrikt liegt im Vorland des Himalaya. Im Osten wird die Grenze zum benachbarten Distrikt Bahraich durch den Fluss Ghaghara (Kauriyala), einen linksseitigen Zufluss des Ganges, gebildet. Die Grenze zu Nepal wurde bis zum Jahr 1899 durch den Fluss Mohan definiert. Aufgrund des wechselnden Flussbetts wurde die Grenze in einem Vertrag im Jahr 1900 neu fixiert. Der Distrikt bildet im Wesentlichen eine große Schwemmebene, die durch die zahlreichen Ströme, die in der Vergangenheit vielfach ihren Lauf gewechselt haben, geformt wurde. Die Höhe über dem Meeresspiegel variiert zwischen 114 m im Süden und 182 m an der Grenze zu Nepal.

## Geschichte
Die Inbesitznahme des Landes durch muslimische Eroberer erfolgte im Distrikt Lakhimpur Kheri aufgrund der abgelegenen Lage später als in der südlicheren Gangesebene. Ab etwa dem 16. Jahrhundert gehörte die Gegend zum Mogulreich. Nach dessen Machtzerfall im 18. Jahrhundert übernahmen die Nawabs von Avadh (Oudh) die Herrschaft. Mit dem Vertrag vom 14. November 1801, in dem der Nawab Saadat Ali Khan II. etwa die Hälfte seines Herrschaftsgebiets an die Britische Ostindien-Kompanie abtrat, kam auch die Gegend von Lakhimpur Kheri unter britische Herrschaft. Nach dem Gurkha-Krieg 1814–1816 wurde das relativ ertragsarme Gebiet auch wegen des vermeintlich ungesunden Klimas gegen eine Zahlung von 10 Mio. Rupien wieder an Avadh zurückgegeben. Nach der Annexion Avadhs durch die Kompanie im Februar 1856 war die Region zunächst Teil der Distrikte Muhammadi und Mullanpur. Während des Indischen Aufstands von 1857 bildete das Gebiet eines der Zentren des Widerstands gegen die britischen Kolonialherren. Die hier wohnhaften britischen Zivilisten wurden zum großen Teil von den Aufständischen getötet. 1858 erfolgte eine administrative Reorganisation. Der Distrikt Mullanpur wurde aufgelöst und Teile davon an den Distrikt Sitapur angeschlossen. Der Distrikt Muhammadi wurde 1864 in Kheri umbenannt, nach der Kleinstadt gleichen Namens. Im Jahr 1904 umfasste der Distrikt Kheri nach offizieller Statistik 2963 mi². Auch in späterer Zeit blieb die Tradition des Widerstands gegen die Kolonialherren lebendig. Am 26. August 1920 wurde der britische Distriktvorsteher (district magistrate) durch Anhänger der Khilafatbewegung ermordet und in der folgenden Zeit gewann der Indische Nationalkongress eine große Anhängerschaft und der Distrikt nahm aktiv an der Quit-India-Bewegung 1942 teil.
Die Distriktgrenzen blieben unverändert bis zum Jahr 1954, als der Distrikt einige Dörfer (ca. 0,2 km²) am Flusslauf des Ghaghara vom Distrikt Bahraich hinzugewann.

## Bevölkerung
Die Einwohnerzahl lag bei der Volkszählung 2011 bei 4.021.243. Die Bevölkerungswachstumsrate im Zeitraum von 2001 bis 2011 betrug 25,38 % und war damit sehr hoch. Lakhimpur Kheri hatte ein Geschlechterverhältnis von 894 Frauen pro 1000 Männer und eine Alphabetisierungsrate von 60,56 %, eine Steigerung um fast 12 Prozentpunkte gegenüber dem Jahr 2001. Knapp 77 % der Bevölkerung waren Hindus, ca. 20 % Muslime und ca. 2,3 % Sikhs. Der Distrikt beheimatet die größte Zahl an Sikhs von allen Distrikten Uttar Pradeshs. Ein Teil der Sikhs siedelte sich hier schon im 19. Jahrhundert an, und später kamen weitere Siedler nach der Teilung Indiens 1947 hinzu.
Die Urbanisierungsrate des Distrikts betrug ca. 11,5 %. Die größte Stadt ist Lakhimpur mit 151.993 Einwohnern (2011).
| Zensusjahr | Einwohnerzahl |
| ---------- | ------------- |
| 1991       | 2.419.234     |
| 2001       | 3.207.232     |
| 2011       | 4.021.243     |

## Wirtschaft
Basis der Wirtschaft ist die Landwirtschaft. Angebaut werden Weizen, Reis, Mais, Gerste und Hülsenfrüchte sowie Zuckerrohr und Ölsaaten. In neuerer Zeit gibt es Versuche mit dem Anbau von Acker-Minze zur Menthol-Gewinnung.

## Dudhwa-Nationalpark
An der Nordgrenze befindet sich der 1977 eingerichtete Dudhwa-Nationalpark, eines der Tigerreservate in Indien.